# Lermontovskij Prospekt
Lermontovskij Prospekt (ryska: Лермонтовский проспект), Lermontovskij-avenyn, är en station på sydöstra delen av Tagansko–Krasnopresnenskajalinjen i Moskvas tunnelbana. Stationen öppnades tillsammans med Zjulebino den 9 november 2013.
Stationen är en ytnära enkelvalvsstation med fem nedgångar.
Stationen och gatan ovanför har fått namn efter 1800-talspoeten Michail Lermontov.

## Framtida planer
Under 2017 planeras det att byggas en gångväg till den kommande stationen Kosino på  Kozjuchovskajalinjen som håller på att byggas. 

## Galleri
- Wikimedia Commons har media som rör Lermontovskij Prospekt.

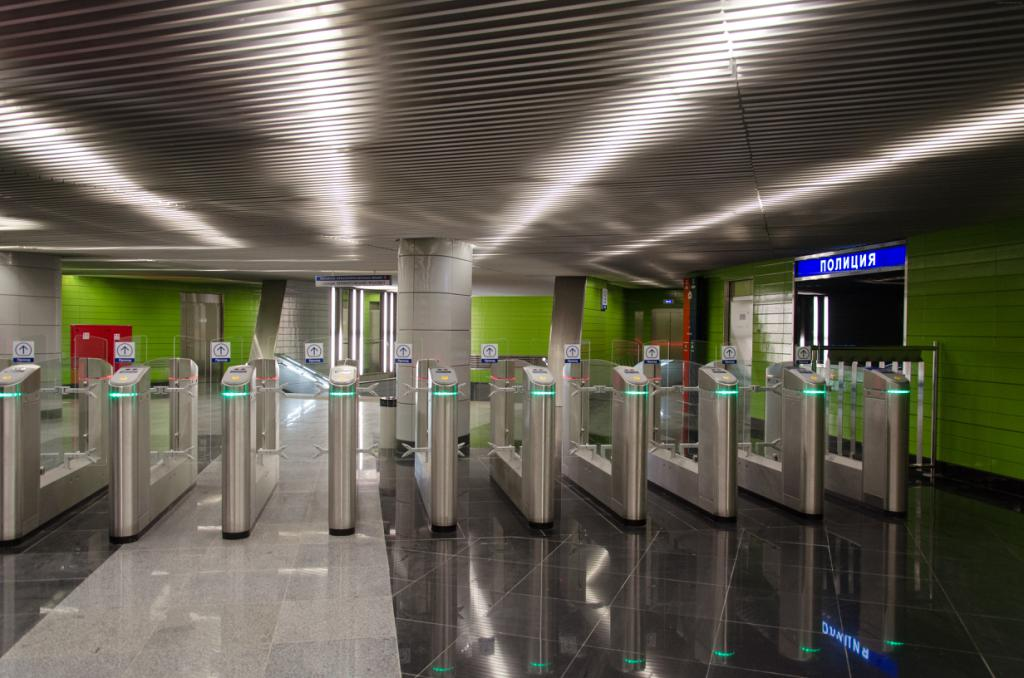
Nedgång
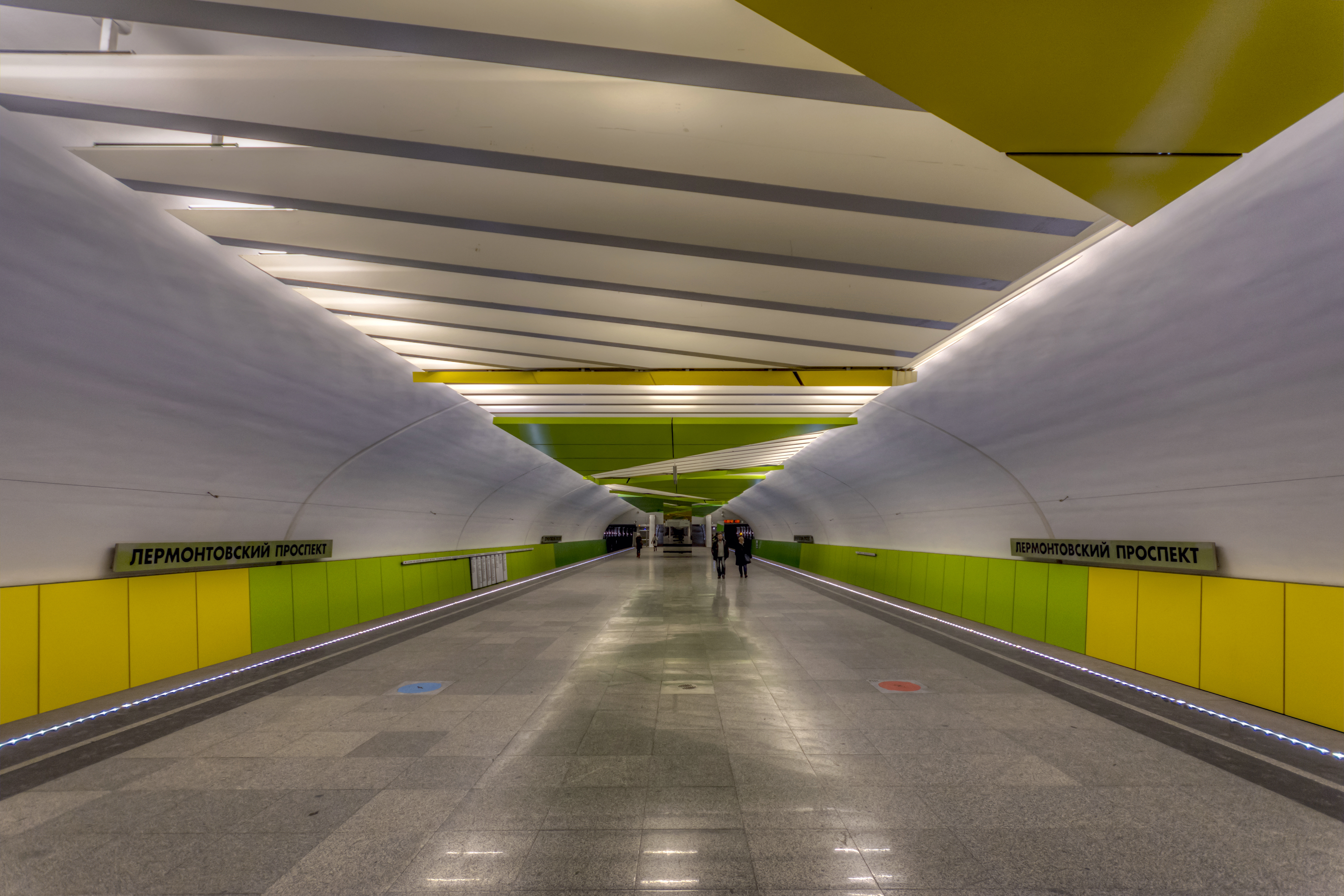
Plattformen